# UITP

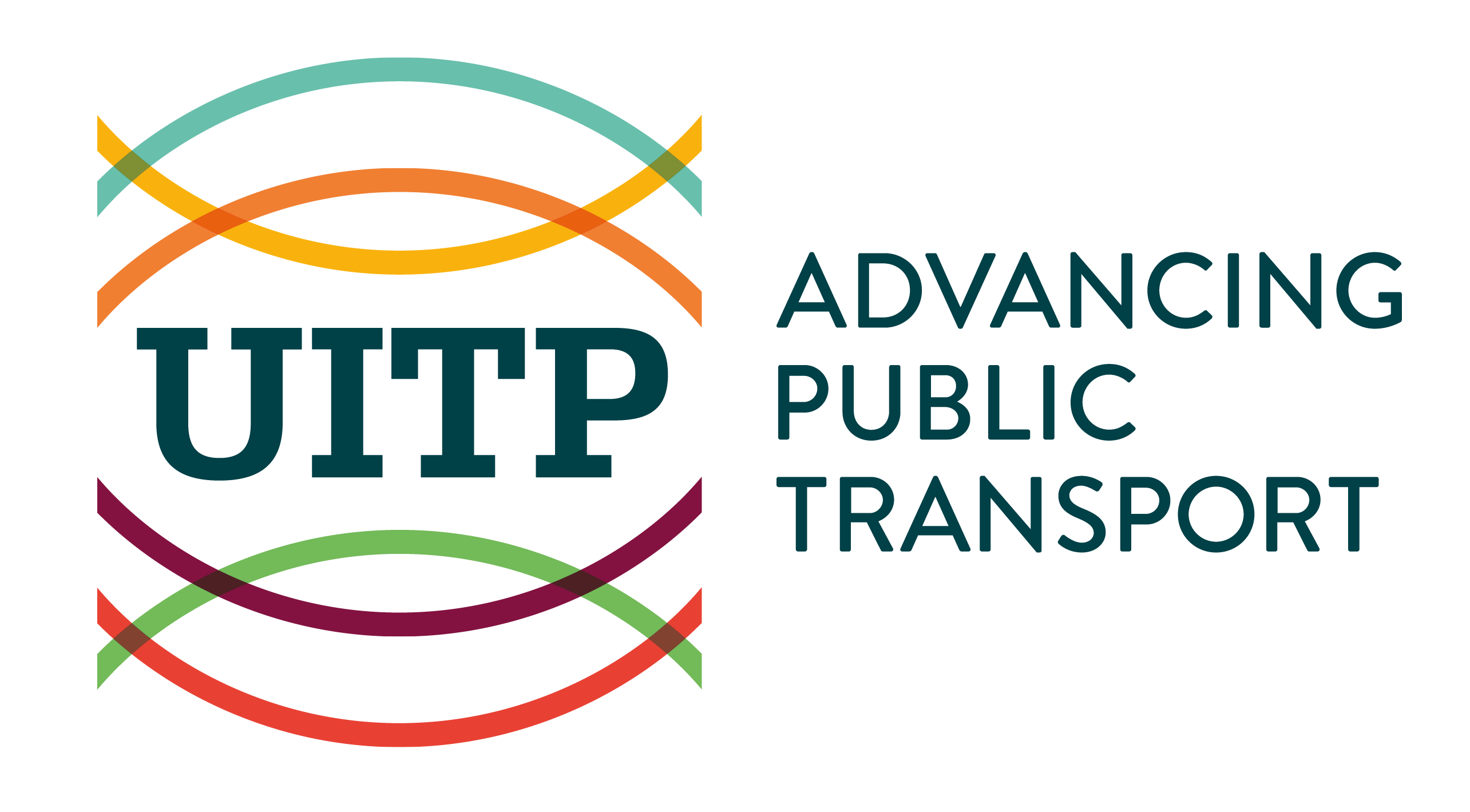
Het logo van de UITP.

De UITP (afkorting in het Frans voor Union Internationale des Tranports Publics) is de internationale beroepsvereniging voor stedelijk en regionaal openbaar vervoer met ruim 1900 leden in meer dan 100 landen. De UITP werd opgericht op 17 augustus 1885 en heeft het hoofdkantoor in Brussel.

## Werkveld
De UITP onderzoekt stedelijke mobiliteitsvraagstukken, volgt de relevante ontwikkelingen in de industrie en is een denktank rond beleid en promotie van het openbaar vervoer. Het classificeert de diverse soorten openbaar vervoer en stelt definities op voor onder meer treincommunicatie, treinbeïnvloeding en de automatiseringsgraad daarvan.